# Arthur Bialucha
Arthur Bialucha est un architecte allemand qui exerça longtemps à Qingdao, en Chine, et a participé à la construction de la cathédrale Saint-Michel de Qingdao.

## Biographie
Arthur Bialucha est né le 26 juin 1880 à Falkenberg, Haute Silésie, Allemagne (aujourd'hui dans le district d'Oppeln en Pologne). De 1897 à 1899, Bialucha fréquente l'école technique de Katowice. Selon le Qingdao Travel Directory, Bialucha était à Qingdao en 1907-1908 avec le ramoneur Meier (O. Meyer)  qui exploitait une société de transport dont l'adresse se trouve à l'intersection de la rue de Hambourg (Hamburger Straße, aujourd'hui Henan Road) et de la rue de Berlin (Berliner Straße, maintenant Qufu Road) . Il devient ensuite contremaître maçon en 1910, puis en 1911, attaché à l'entreprise de construction de Heinrich Ahrens pour le même métier. Après cela, Arthur Bialucha vit dans d'autres villes de Chine et, en 1913-1914, ouvre une entreprise forestière sur l'île de Dabao, à Qingdao,,.
Après le déclenchement de la bataille de Qingdao en août 1914, Arthur Bialucha rejoint temporairement l'armée et est incorporé au détachement d'artillerie navale de Jiaoao (Matrosen-Artillerie-Abteilung Kiautschou) 4 Compagnie, donc après que l'armée japonaise a occupé Qingdao en novembre de la même année. Il est prisonnier de guerre et détenu dans le camp de prisonniers de guerre de Fukuoka. Le 18 octobre 1916, il est déplacé au camp de prisonniers de guerre d'Oita, et le 25 août 1918, il va au camp de prisonniers de guerre de Naishiye. Il retourne en Allemagne après avoir été libéré en décembre 1919,.
En 1926, Bialucha retourne à Qingdao et commence sa carrière d'architecte. Il entreprend une série de projets pour l'Église catholique : en 1929, il a conçu le sanatorium St. Wende pour la société franciscaine de Jinan, et en 1930, l'imprimerie de l'Église catholique, l'église catholique de Dongzhen et l'église catholique du village de Xiaoyang., Yindao, pour la Société du Verbe Divin. Il a aussi conçu l'école secondaire pour filles de Sheng Gong pour les sœurs de l'école franciscaine , a conçu le projet d'extension des sœurs du Saint-Esprit en 1931 , et en 1939 (on a dit en 1930  ) en tant que Parole Sainte Il concevra l'église catholique sur Guizhou Road à Xizhen . De 1931 à 1934, Bialucha participe à la conception et à la construction de la cathédrale Saint-Michel de Qingdao, remplaçant Theophorus Kleemann, mort subitement de maladie peu de temps après le début de la construction. Au cours de cette période, en raison de problèmes de financement, le plan de conception original fut révisé.
En outre, Bialucha a également conçu plusieurs villas et résidences, dont les n° 13 Taiping Road et n° 20 Huiquan Road, n° 3 Jiayuguan Road  et n° 33 Zhengyangguan Road dans la zone des villas de Badaguan . Selon les archives, après 1938, Bialucha exploitait autrefois le bureau d'ingénierie de construction de Chine orientale (Hua Tung Building Co.) au n° 13 Taiping Road ,. Bialucha ne s'est jamais marié et est décédé à Qingdao en 1947.

## Projets
Ce qui suit est une liste incomplète des projets de construction auxquels Bialucha a participé. Ceux qui ne sont pas indiqués par le concepteur sont tous les projets de construction auxquels Bialucha a participé en tant que concepteur.
| Nom                                                       | Date         | adresse actuelle                                         | image | Remarque                                     |
| --------------------------------------------------------- | ------------ | -------------------------------------------------------- | ----- | -------------------------------------------- |
| Sanatorium de St.Wende                                    | 1929         | Zhanshan, Qingdao                                        |       | Peut ne plus exister                         |
| Église catholique de l'est de la ville                    | 1930         | Taidong 2nd Road, ville de Qingdao                       |       | Démolition due à l'élargissement de la route |
| Église catholique de la route du Guizhou                  | 1930         | N° 21, route de Guizhou, Qingdao                         |       | Démolie en 1980                              |
| Église catholique du village de Xiaoyang sur l'île de Yin | 1930         | Rue Hongdao, district de Chengyang, Qingdao              |       | Détails inconnus                             |
| Presse de l'Église catholique                             | 1930         | L'intersection de Zhejiang Road, Qufu Road, Qingdao City |       | N'existe plus                                |
| Lycée pour filles Sheng Gong                              | Octobre 1931 | N° 27, Dexian Road, Qingdao                              |       |                                              |
| Agrandissement du couvent du Saint-Esprit                 | 1931         | N° 28, route du Zhejiang, Qingdao                        |       |                                              |
| Église catholique de Qingdao                              | 1931-1934    | N° 26, route Zhejiang, Qingdao                           |       |                                              |
| Bâtiment auxiliaire de l'église catholique de Qingdao     | Mars 1934    | N° 26, route Zhejiang, Qingdao                           |       |                                              |
| Ancien site de l'Inspiration Club Guest House             | 1933         | N° 20, route Huiquan, Qingdao                            |       |                                              |
| Maison Bialucha                                           | 1933         | N° 13 Taiping Road, Qingdao                              |       |                                              |
| Villa Bialucha                                            | 1935         | Route n° 3 Jiayuguan, Qingdao                            |       |                                              |
| Route n° 33 Zhengyangguan                                 | 1941         | Route n° 33 Zhengyangguan, Qingdao                       |       |                                              |